# Grupo Ladrón
Ladrón, conocido popularmente como el "Grupo Ladrón", es un conjunto musical mexicano del género grupero. Se consolidó en la ciudad de Monterrey, Nuevo León, México el 16 de abril del año 1991 y actualmente está integrado por Sergio Villarreal (vocalista), Jorge Salas (teclista), Raúl Zambrano (bajista) y Orlando Contreras (baterista). La canción que los dio a conocer fue Tú me quieres lastimar, lanzada por Discos Sabinas a finales del año 1991. Tienen miles de seguidores en México, los Estados Unidos y otros países de Latinoamérica, y varias de sus canciones han llegado a formar parte del catálogo musical que se escucha en la radio latina desde los inicios de la llamada Época de Oro Grupera de los años 1990. 
Actualmente, cuenta con millones de vistas en sus videos subidos a la red y miles de seguidores, que al asistir a sus conciertos (incluyendo  a las nuevas generaciones), corean al unísono sus canciones. Con una gran aceptación, han permanecido en el gusto de un público romántico.
En abril de 2024, sacaron al aire su más reciente sencillo "No puedo estar sin ti", lanzado después de haber tenido un gran éxito en las redes con el álbum "Románticos Por Siempre" grabado a mediados de 2021 a dueto con Briseyda Solís, exvocalista del grupo "Los Únicos De México", donde destacan los temas "Si me vas a abandonar", "Hasta el final de los tiempos" y "Mi maldición" entre otros. En diciembre del año 2017 lanzaron el álbum "Ladrón se roba a grandes artistas" donde se incluyen los temas: Para olvidarme de ti, a dueto con El Gran Silencio, "Tú me quieres lastimar" a dueto con Shaila Dúrcal, Y la fiesta continúa..., con las colaboraciones de los grupos Los Caminantes, Los Acosta, Liberación y Los Rehenes y demás canciones interpretadas  junto con reconocidos artistas internacionales, a un estilo muy peculiar de melodías compuestas por su vocalista  Sergio Villarreal, con los arreglos y la dirección de reconocidos maestros, como el brasileño Junior Cabral y Toy Selectah.

## Orígenes
Sergio Villarreal y Willy Mejia, estudiantes de la Facultad de Música de la Universidad Regiomontana, ubicada en Monterrey, Nuevo León, México, se unieron para formar un grupo de rock llamado Gatos con Botas. En septiembre de 1990 invitaron a dos compañeros de su escuela, Edgar García (Gary) y Omar García, a participar en un nuevo proyecto del género grupero que lo bautizaron con el nombre de "Ladrón", resultado de sus inquietudes musicales. Se cristalizaron sus ilusiones, al grabar su primer álbum titulado Corazón desvalido a finales de 1990, con la producción ejecutiva del maestro Armando Manzanero, prestigiado cantautor mexicano, quien les brindó su apoyo incondicional y les dio "la patadita de la buena suerte", que junto con Domingo Chávez Pérez (dueño del sello disquero Discos Sabinas), hicieron posible la publicación de este material. El 16 de abril de 1991, sin aún haber realizado ninguna presentación ante el público, por primera vez salió al aire uno de sus temas: "Son cosas del amor", se escuchó en una estación de radio de esa época llamada "La Super T" ubicada en Monterrey, N. L., y la fecha antes mencionada, la tomaron como la fundación y consolidación del grupo. A finales de 1991 cuando lanzaron su segunda producción musical, titulada No tengo lágrimas, la cual fue aceptada con agrado por el público, y con su tema principal Tú me quieres lastimar lograron vender más de un millón de copias de este disco. Así pudieron incursionar en los mercados internacionales y alcanzar los primeros lugares de popularidad en países como Chile, Argentina, Paraguay, Guatemala, Belice, México y Estados Unidos.
Debido al éxito obtenido en la década de 1990, el grupo fue invitado a participar en varias ocasiones en los programas musicales más importantes de la televisión mexicana y norteamericana: Siempre en domingo, conducido por Raúl Velasco; Pácatelas, por Paco Stanley; Furia musical, por Verónica Castro; Al ritmo de la noche, por Jorge Ortiz de Pinedo; Zambombazo dominical, con Enrique Bermúdez de la Serna; Hoy, por Andrea Legarreta; Don Francisco y El Gordo y la Flaca, entre otros. También apareció en las portadas de las revistas gruperas más destacadas de ambos países, como Furia Musical, Oye, Bombazos Musicales, Cañonazos Musicales, Guitarra Fácil y Norteña Musical.
Su tercer material discográfico, a una semana de haber salido al mercado, rebasó las 50 mil copias vendidas con los temas: Te casaste, Culpable de tu amor y Sola. Ladrón, con sus éxitos radiales, ha permanecido hasta la fecha en el gusto del público romántico, pues varios de sus temas se han quedado como clásicos de la época de oro grupera.
Las canciones que ha grabado Ladrón, casi en su totalidad, han sido compuestas por su prolífico vocalista y director Sergio Villarreal, quien además ha sido el responsable de los arreglos musicales del grupo y ha compuesto varios temas mundialmente exitosos para varias de las agrupaciones más importantes del país.
El grupo ha contado con más de 100 clubes de fans, y actualmente tiene giras por varios países de Centroamérica, Sudamérica, México y los Estados Unidos. En su trayectoria, han pasado por este grupo cuatro bajistas: Omar García (1991-2001), Mario Benavides (Mayito) (2001-2005), Mauricio González (Maury) (2005-2009), Raúl Zambrano ("Ruly")(2010-actualidad), todos ellos originarios de Monterrey, dos teclistas: Édgar García (Gary) (1991-2003) y Jorge Salas (2003-actualidad), y dos bateristas: William Mejía ("Willy") (1991-2012) y Orlando Contreras (2012-actualidad); Sergio Villarreal vocalista (1991-actualidad).

## Logros y reconocimientos
- El Zarape de Oro, premio entregado por la empresa Jubert Tafich, en Saltillo, Coahuila, como "Grupo del Año" (1992).

- La Fresa de Oro para “El Grupo más Destacado del Año”. El Grupo Radio Antonio Contreras le otorga, en Irapuato, Guanajuato, este reconocimiento el 29 de abril de 1992.

- La Revelación Grupera de 1992, reconocimiento otorgado por la Fundación Cultural Disco México el 12 de julio de 1993 en la Ciudad de México, Distrito Federal.

- El Heraldo, como “El Grupo Revelación del Año”, es un prestigiado reconocimiento para las más destacadas figuras del medio artístico, por sus altas ventas y penetración en el mercado, recibido en agosto de 1993 en un programa conducido por el Sr. Raúl Velasco .

- Récord de Permanencia. Al colocarse por 15 semanas consecutivas en el primer lugar en las listas de popularidad del Hit Parade, con el tema "Tú me quieres lastimar", según datos de la revista TV y Novelas, y la agencia internacional ANSA-EXC.

- Dos Discos de Platino y siete Discos de Oro recibidos en la Convención DISA por los ejecutivos de Discos Sabinas, S.A., en reconocimiento por las altas ventas de sus discos No tengo lágrimas, Culpable de tu amor y Pienso en ti en enero de 1997. Después de esta fecha, siguieron las ventas y fueron merecedores de "Ocho Discos de Oro" adicionales, pero el reconocimiento y los premios por estas ventas, nunca fueron entregados por su compañía disquera.

- El Califa de Oro, otorgado en el célebre California Dancing Club de la Ciudad de México, por su "Destacada Trayectoria"; lo entregó el periodista Juan José Origel en enero del 2000.
- Reconocimiento de 101.3 FM La voz del Mercosur  de Argentina (2011)
- Reconocimiento del Gobierno de Apodaca, N. L. por su trayectoria (2012)
- Reconocimiento del Alcalde de Nahualá, Guatemala por romper el récord de asistencia en noviembre de 2014.
- Reconocimiento de 90.7 FM CAACUPE RADIO  de Paraguay (2014)
- Reconocimiento de la Sociedad de Autores y Compositores de México (SACM) por su trayectoria (2015).

## Discografía
- (1991) Corazón desvalido (primer disco para Discos Sabinas)
- (1992) No tengo lágrimas (reeditado en 1998 comoTú me quieres lastimar)
- (1994) Culpable de tu amor
- (1995) Pienso en ti
- (1996) A pesar de todo (11 éxitos y 4 inéditas)
- (1996) Piden tu mano
- (1998) Enamórate de un ladrón
- (1999) Si fueras mi esposa
- (2001) La misma historia (último disco para Discos Sabinas)
- (2001) Esperando tu regreso (primer disco para RCA-BMG-Ariola hoy Sony Music)
- (2002) Ladrón en vivo. Románticos con acordeón y más…
- (2005) El regreso... / (2007) De nuevo contigo (mismo álbum, diferentes marcas)
- (2008) Por siempre...
- (2013) El impulso de llamarte (incluye 3 duetos con "Guardianes del Amor", "Grupo Mandingo" y "Grupo Pegasso")
- (2015) ¡Mírame! ¡Mírame!
- (2018) Se roba a grandes artistas (duetos con artistas internacionales)
- (2023) Románticos por siempre (ft. Briseyda Solís)
- (2024) No puedo estar sin ti (Sencillo)

Hasta la fecha, han grabado un total de 18 producciones y salieron al mercado decenas de discos (más de 200) en distintas presentaciones y marcas (CD, casetes y vinilos en varios países) de compilaciones, éxitos, colecciones y acoplados, que vienen siendo una recopilación de canciones de la discografía antes mencionada. Algunos temas grabados en las primeras producciones, no han salido aún a la luz pública, aunque algunos de éstos los han lanzado como bonus track como es el caso del disco "Tú me quieres lastimar" en su última edición (2003) que incluía dos de estos temas inéditos: "Qué calor" y "Mi palomita". En 1992 grabaron la canción navideña Dos ojos tristes, y ese mismo año produjeron y musicalizaron un disco para la cantante regiomontana Norma Sol, con la dirección y arreglos de Sergio Villarreal proyecto sugerido por Domingo Chávez Pérez, por entonces el dueño de la compañía disquera a la que ambos pertenecían.
En 1991 había otro grupo de siete integrantes llamado del mismo nombre (Grupo Ladrón), radicados en Houston, Texas, que tuvo en esa época éxitos radiales en ese estado, como Oh, Carol! Este grupo cambió de nombre por el de Chantaje, que grabó para las disqueras Freddie Records y Ramex Records, Inc., pero su estilo es muy diferente.

## Videografía
- (1992) Estoy enamorado (Producciones Atoyac)
- (1992) No tengo lágrimas (Producciones Atoyac)
- (1993) Tú me quieres lastimar (Telecorporativo)
- (1994) Te casaste (Ovideo Productions)
- (1994) Culpable de tu amor (Ovideo Productions)
- (1994) Sola (Jesús Soltero Producciones)
- (1996) Beso de despedida (Producción Salvador J. Cabrera)
- (1997) Vengo a pedir tu mano (Dominio Digital)
- (1998) Celos por ti (Jesús Soltero Producciones)
- (1999) Si fueras mi esposa (Jesús Soltero Producciones)
- (1999) Good bye, adiós (Jesús Soltero Producciones)
- (2001) La misma historia (Telcorporativo)
- (2003) Mi almohada (Mier & Frías)
- (2009) Un pedacito (Mier & Frías)
- (2014) Sentí el impulso de llamarte (Mier & Frías)
- (2015) ¡Mírame! ¡Mírame! (Mier & Frías)
- (2017) ¡En el nombre del amor con Fredman Cruz de Grupo Pegasso (Mier & Frías)
- (2017) Amor Salvaje con Grupo Mandingo (Mier & Frías)
- (2017) Dulce venganza con Guardianes del amor (Mier & Frías)
- (2018) Para olvidarme de ti con El Gran Silencio (La Tuna Group)
- (2018) A la luz de la luna con Celso Piña, Pato Machete, Ulises Lozano y César Plieg (La Tuna Group) y (Mier & Frías)
- (2018) No tengo lágrimas con Jean Carlos Centeno y Alex Manga (La Tuna Group)
- (2018) Sólo sé con Dr. Shenka (La Tuna Group)
- (2018) Amor en llamas con Gangster (La Tuna Group)
- (2018) Vengo a pedir tu mano con Chalo Galván (La Tuna Group)
- (2018) Celos por ti con Big Javy y Los Tenampa (La Tuna Group)
- (2018) No sé quién eres tú con Retratos Imaginarios (La Tuna Group)
- (2018) Mi castigo con Eliseo Robles (La Tuna Group)
- (2018) Y la fiesta continúa… con Los Caminantes, Los Acosta, Liberación y Los Rehenes (Mier & Frías)
- (2021) Si me vas a abandonar con Briseyda Solís (POLEMIKO FILMS)
- (2021) En tu corazón de hotel con Briseyda Solís (POLEMIKO FILMS)
- (2021) Ya dame chocolate con Briseyda Solís (POLEMIKO FILMS)
- (2022) Hasta el final de los tiempos con Briseyda Solís (POLEMIKO FILMS)
- (2022) Lo decide el corazón con Briseyda Solís (POLEMIKO FILMS)
- (2023) Tal para cual con Briseyda Solís (POLEMIKO FILMS)
- (2023) Mi maldición con Briseyda Solís (POLEMIKO FILMS)
- (2023) Te quiero y te desprecio con Briseyda Solís (POLEMIKO FILMS)
- (2023) La vida es así con Briseyda Solís (POLEMIKO FILMS)
- (2024) No puedo estar sin ti (TACOS FILMS)